# Viện Khoa học Hành chính Quốc tế
Viện Khoa học Hành chính Quốc tế hay Viện Quốc tế về Khoa học Hành chính, viết tắt theo tiếng Anh là IIAS (International Institute of Administrative Sciences) là một tổ chức phi chính phủ - phi lợi nhuận quốc tế hoạt động trong lĩnh vực nghiên cứu điều hành hành chính và ứng dụng của nó.
IIAS thành lập năm 1930, là thành viên liên kết khoa học của Hội đồng Khoa học Xã hội Quốc tế (ISSC).
Chủ tịch nhiệm kỳ 2013-2016 là Giáo sư Tiến sĩ Geert Bouckaert từ KU Leuven,  Bỉ .

## Hoạt động
IIAS nâng cao Khoa học hành chính trên toàn thế giới bằng cách thúc đẩy sự quản trị tốt và hỗ trợ việc theo đuổi hành chính công hiện đại và có trách nhiệm.
Để đạt được vai trò hiệp hội hàng đầu thế giới, bằng cách cải thiện việc tổ chức và hoạt động của hành chính và bằng cách đảm bảo rằng các cơ quan công cộng từ các nền văn hóa khác nhau sẽ được ở một vị trí để đáp ứng tốt hơn sự mong đợi và nhu cầu của xã hội hiện tại và tương lai.

## Điều hành
IIAS họp đại hội hàng năm, tại các nước có tổ chức thành viên, thực hiện mềm dẻo có thể là đại hội kết hợp với đại hội khu vực. Đại hội bầu ra ban điều hành. Những đại hội gần đây có:
| Năm  | Tại             | Tại        | Nhiệm kỳ  | Chủ tịch        | Chủ tịch |
| ---- | --------------- | ---------- | --------- | --------------- | -------- |
| 2017 |                 |            |           |                 |          |
| 2016 | Chengdu         | Trung Quốc | 2013-2016 | Geert Bouckaert | Bỉ       |
| 2015 | Rio de Janeiro  | Brasil     | 2013-2016 | Geert Bouckaert | Bỉ       |
| 2014 | Ifrane (Meknes) | Maroc      | 2013-2016 | Geert Bouckaert | Bỉ       |
| 2013 | Manama          | Bahrain    | 2013-2016 | Geert Bouckaert | Bỉ       |
| 2012 | Merida          | México     |           |                 |          |
| 2011 | Lausanne        | Thụy Sĩ    |           |                 |          |
| 2010 | Bali            | Indonesia  |           |                 |          |

## Xuất bản
IIAS xuất bản tạp chí International Review of Administrative Sciences với ban biên tập đặt tại nước Anh  có chủ đề quản lý công mang tính học thuật và chuyên nghiệp.
Đây là tạp chí học thuật lâu đời nhất về hành chính, đặc biệt tập trung vào các chủ đề so sánh và quốc tế. IRAS khuyến khích sự phản ánh về so sánh quốc tế, những kỹ thuật mới và cách tiếp cận trong quản trị, các cuộc đối thoại giữa các viện nghiên cứu và các học viên, và các cuộc tranh luận về tương lai của quản lý công cộng và hành chính công.